# Birkeland (plaats)
Birkeland is een plaats in de Noorse gemeente Birkenes, in de fylke Agder. Birkeland telt 2266 inwoners (2007) en heeft een oppervlakte van 2,12 km². Het bestuur van de gemeente is in Birkeland gevestigd. Het dorp heeft echter geen eigen kerk, daarvoor moeten de bewoners een paar kilometer naar het zuiden naar het dorp Birkenes.